# Klaus Lennartz (Philologe)
Klaus Lennartz (* 20. September 1963 in Köln) ist ein deutscher Klassischer Philologe.
Nach einem Studium der Klassischen und mittellateinischen Philologie bei Rudolf Kassel, Clemens Zintzen und Alf Önnerfors an der Universität zu Köln legte er das 1. Staatsexamen für das Lehramt an Gymnasien (Latein und Griechisch) bzw. Rigorosum (Mittellateinische Philologie) ab. 
Von 1991 bis 1994 war er wissenschaftlicher Mitarbeiter am Institut für Griechische und Lateinische Philologie der Freien Universität Berlin (Widu-Wolfgang Ehlers/Fritz Wagner). Mit der Arbeit Non verba sed vim. Kritisch-exegetische Untersuchungen zu den Fragmenten der archaischen römischen Tragödie wurde er 1993 promoviert, die Prüfer waren Clemens Zintzen, Bernd Manuwald und Alf Önnerfors. Von 1994 bis 2000 war er Wissenschaftlicher Assistent von Dieter Harlfinger am Institut für Griechische und Lateinische Philologie der Universität Hamburg. Seit Oktober 2000 lehrt er dort als Lehrkraft für besondere Aufgaben, unterbrochen von einer Gastprofessur Gräzistik an der Humboldt-Universität zu Berlin in Vertretung Wolfgang Röslers im WS 2009/10. 2007 wurde er mit der Studie Iambos. Philologische Untersuchungen zur Geschichte einer Gattung in der Antike in Klassischer und Mittellateinischer Philologie habilitiert. 2009 wurde ihm der Titel Professor (§ 17 HmbHG) verliehen.
Frühere und aktuelle Forschungsschwerpunkte sind die römische Literatur der früheren Republik, griechische und römische Jambik und die mittellateinische Literatur.

## Schriften (Auswahl)
- Non verba sed vim. Kritisch-exegetische Untersuchungen zu den Fragmenten der archaischen römischen Tragödie (= Beiträge zur Altertumskunde. Band 54). Teubner, Stuttgart 1994 (= Dissertation Universität Köln 1993), ISBN 3-519-07603-9.
- Iambos. Philologische Untersuchungen zur Geschichte einer Gattung in der Antike (= Serta Graeca. Band 27). Reichert, Wiesbaden 2010. (= Habilitationsschrift Universität Hamburg 2007), ISBN 978-3-89500-798-9.